# Robert J. Litt
Robert J. Litt (geb. vor 1965) ist ein US-amerikanischer Tontechniker.

## Leben
Litt begann seine Karriere Mitte der 1960er Jahre beim Fernsehen, wo er zunächst schwerpunktmäßig an Dokumentarfilmen und Fernsehspecials beschäftigt war. 1977 erhielt er für sein Mitwirken an der Miniserie Roots eine Nominierung für den Primetime Emmy. Im selben Jahr vollzog er den Wechsel zum Film und arbeitete nur noch ganz vereinzelt an Fernsehproduktionen; eines seiner ersten Filmprojekte war Krieg der Sterne. Bis zu seinem Rückzug aus dem Filmgeschäft Jahr 2000 war er an insgesamt 135 Spielfilmen beteiligt. 1989 war er für Mississippi Burning – Die Wurzel des Hasses erstmals für den Oscar in der Kategorie Bester Ton nominiert. Für diesen Film gewann er im darauf folgenden Jahr den BAFTA Film Award in der Kategorie Bester Ton. 1995 war er für Die Verurteilten erneut für den Oscar nominiert, eine dritte und letzte Nominierung erfolgte 2000 für The Green Mile.

## Filmografie (Auswahl)
- 1977: Krieg der Sterne (Star Wars)
- 1978: Convoy
- 1980: Der letzte Countdown (The Final Countdown)
- 1983: Gorky Park
- 1983: Staying Alive
- 1986: Ferris macht blau (Ferris Bueller’s Day Off)
- 1988: Mississippi Burning – Die Wurzel des Hasses (Mississippi Burning)
- 1989: Magnolien aus Stahl (Steel Magnolias)
- 1992: Bodyguard (The Bodyguard)
- 1994: Die Verurteilten (The Shawshank Redemption)
- 1995: Die üblichen Verdächtigen (The Usual Suspects)
- 1995: Sieben (Se7en)
- 1997: Noch einmal mit Gefühl (That Old Feeling)
- 1998: Star Trek: Der Aufstand (Star Trek: Insurrection)
- 1999: The Green Mile

## Auszeichnungen (Auswahl)
- 1989: Oscar-Nominierung in der Kategorie Bester Ton für Mississippi Burning – Die Wurzel des Hasses
- 1990: BAFTA Film Award in der Kategorie Bester Ton für Mississippi Burning – Die Wurzel des Hasses
- 1995: Oscar-Nominierung in der Kategorie Bester Ton für Die Verurteilten
- 2000: Oscar-Nominierung in der Kategorie Bester Ton für The Green Mile